# Sultan al-Atrash
Sultan al-Atrash (Arabisch: سلطان الأطرش) (Al-Qurayya, 5 maart 1891 – aldaar, 26 maart 1982) was een Syrische nationalistische revolutionair die de Grote Syrische Opstand tegen het Franse koloniale bewind leidde. Hij wordt gezien als een invloedrijk persoon uit de geschiedenis van de Druzen.

## Biografie

### Vroege jaren
De vader van Sultan al-Atrash was geëxecuteerd door de Turken na de laatste opstand van de Druzen in 1909. Voor de uitbraak van de Eerste Wereldoorlog diende hij als dienstplichtige in het Ottomaanse leger op de Balkan.Al-Atrash sloot zich in 1917 aan bij T.E. Lawrence en prins Faisal om de Ottomanen te kunnen verjagen uit Damascus. Na de inname van de stad kwam het al snel tot een confrontatie tussen hem en de leider van de Bedoeïenen, Auda Abu Tayi. Hierbij sloeg Al-Atrash Tayi in het gezicht. Lawrence stuurde hem vervolgens terug naar Jabal al-Druze voor hij meer schade kon aanrichten.
Al-Atrash ontwikkelde zich in de jaren 1920 tot een van de onverbiddelijkste vijanden van het koloniale bewind van Frankrijk. Hij sprak zich in 1921 uit tegen het concordaat dat de Druzen sloten met de Fransen en startte een guerrillaoorlog tegen de Fransen vanuit de bergen van Transjordanië in 1922. Een jaar later verdreven de Britse troepen hem aldaar en onderwierp hij zich vervolgens aan de Franse autoriteiten.

### Grote Syrische Opstand
In 1925 zou het tot een nieuw conflict tussen al-Atrash en de Fransen komen. De lokale Franse gouverneur Gabriël Carbillet had zich erg impopulair gemaakt in Jabal al-Druze en nadat deze met uitgebreid verlof ging besloot al-Atrash over Carbillet te klagen bij de Hoge Commissaris, Maurice Sarrail. Sarrail weigerde echter om hem en de rest van de Druzische delegatie te ontmoeten.
Op 18 juli 1925 haalden Druzische hooglanders een Frans vliegtuig neer en vier dagen later vernietigde een groep Druzische strijders onder de leiding van al-Atrash een Frans legerdetachement van 150 tot 250 soldaten. Hoewel hij hierbij enige verliezen had geleden, zorgde deze actie ervoor dat veel mensen zich bij hem aansloten. In de eerste drie maanden die volgden zou de Druzische opstand uitgroeien tot een nationale opstand. Abdul Rahman Shahahbandar riep al-Atrash zelfs uit tot "koning van Syrië".
Nadat Damascus weer onder de controle kwam van de Fransen, deed Hoge Commissaris Henry de Jouvenel een oproep aan al-Atrash om een einde te maken aan de opstand. Hij reageerde hierop door een onafhankelijk Syrië te eisen, maar Jouvenel sloeg de eis van al-Atrash af. Hij kon vervolgens niet voorkomen dat de Fransen As-Suwayda op de Druzen veroverden. Hij verplaatste zijn hoofdkwartier uiteindelijk naar Azraq in Brits Mandaatgebied, maar in 1927 gingen de Britten zelf over tot het ontruimen van het kamp van de Druzen in Azraq.

### Latere jaren
Al-Atrash vluchtte na de verdrijving door de Britten richting het noorden van het Arabisch Schiereiland waar hij tot 1936 zou blijven wonen. In dat jaar werd hem amnestie verleend, waarop hij terugkeerde naar Syrië. Hij kreeg een groot onthaal in Damascus en zou vervolgens zijn memoires over de Grote Syrische Opstand schrijven. Al-Atrash overleed in 1982 op 91-jarige leeftijd.